# Eugeniu Nistor
Eugeniu Nistor (n. 13 mai 1957, Giuluș) este un filozof și scriitor român; cadru didactic titular la Universitatea „Petru Maior” din Târgu-Mureș și cercetător științific la Institutul de cercetări socio-umane „Gheorghe Șincai” al Academiei Române; membru al Uniunii Scriitorilor din România și membru al Societății Române de Filosofie.

## Biografie
Eugeniu Nistor s-a născut la 13 mai 1957, în satul Giuluș, comuna Ogra, județul Mureș. Studiile primare și gimnaziale le-a făcut în satul natal, iar cele liceale la Târgu-Mureș, licența în filosofie în cadrul Facultății de Filosofie din Universitatea București, tot aici urmând și studiile doctorale și obține (în 2006) titlul de doctor în filosofie, cu lucrarea Conceptul de spațiu mioritic în filosofia lui Lucian Blaga (conducător șiințific: Acad. prof. univ. dr. Gh. Vlăduțescu).
A fost profesor în învățământul preuniversitar (școli generale sătești, liceu), corector de ziar, referent al Uniunii Scriitorilor, redactor coordonator de reviste culturale și editor. Conduce de mulți ani Editura Ardealul – fondată la Târgu-Mureș, în 1995, de Consiliul Uniunii Scriitorilor din România, sub președinția lui Laurențiu Ulici, precum și publicațiile Târnava (revistă de filosofie și literatură) și Izvoare filosofice (periodic de filosofie și comunicare multiculturală). În prezent este cadru didactic titular la Universitatea „Petru Maior” Târgu-Mureș, Facultatea de Științe și Litere, responsabil cu programul de studiu al specializării „Comunicare și relații publice”, unde predă cursurile: Istoria filosofiei, Logică, Etică și deontologie, Retorică și argumentare, Fundamente ale sistemului mass-media, Introducere în relațiile publice ș.a. și cercetător științific la Institutul de cercetări socio-umane „Gheorghe Șincai” al Academiei Române.
Este membru al Uniunii Scriitorilor din România, la Filiala regională Târgu-Mureș (din 1994, secretar al Filialei din 2000) și membru al Societății Române de Filosofie (din 2010).

## Opera
Filosofie:
Teoria blagiană despre matricea stilistică (Editura Ardealul, Târgu-Mureș, 1999, cu o apreciere pe copertă de Acad. Alexandru Surdu); 
Dialoguri în Agora – cu filosofi și scriitori (Editura Ardealul, Târgu-Mureș, 2005);
Conceptul de spațiu mioritic în filosofia lui Lucian Blaga (Editura Ardealul, Târgu-Mureș, 2007, cu o apreciere pe copertă de Acad. Gh. Vlăduțescu); 
Elemente de retorică și argumentare (Editura Universității „Petru Maior” Târgu-Mureș, 2011, cu o apreciere pe copertă de Acad. Alexandru Surdu); 
Introducere în filosofia comunicării și a relațiilor publice, cu focalizare pe aspectele de criză (Editura Universității „Petru Maior” Târgu-Mureș, 2011);
Filosofie și comunicare. Studii și cercetări (Editura Academiei Române, București, 2012, cu o prefață de Acad. Gh. Vlăduțescu);
Lucian Blaga – filosof al culturii. Eseuri (Editura Ardealul, Târgu-Mureș, 2014);
A îngrijit și a prefațat / postfațat ediții din operele unor importanți gânditori clasici, precum: Benedetto Croce – Elemente de estetică (Editura Ardealul, Târgu-Mureș, 1998), Immanuel Kant – Prolegomene la orice metafizică viitoare care se va putea înfățișa ca știință (Editura Ardealul, Târgu-Mureș, 1999), C. Rădulescu-Motru – Nietzsche. Viața și filosofia (Editura Ardealul, Târgu-Mureș, 1999); Vasile Conta – Încercări de metafizică (Editura Ardealul, Târgu-Mureș, 2003), Lucian Blaga – ediții anastatice: Saeculum. Revistă de filosofie,1943-1944 (Editura Ardealul Târgu-Mureș, 2008), Discobolul (idem, 2009), Spațiul mioritic (idem, 2010), Filozofia stilului (idem, 2011), Pietre pentru templul meu (idem, 2012), Religie și spirit (idem, 2014); a
Alte două lucrări distincte fiind: antologia de texte Polemica Blaga-Botta (Editura Ardealul, Târgu-Mureș, 2001) și volumul de interpretări critice Lucian Blaga – filosofie și destin (culegere de studii, Editura Ardealul, Târgu-Mureș, 2009).
Literatură:
Primăvara pe o bicicletă albastră, poezii (Editura Litera, București, 1980); 
Elegii transilvane, poezii (Casa de editură „Mureș”, Târgu-Mureș, 1991); 
Scrisori din Transilvania, publicistică (Casa de editură „Mureș”, Târgu-Mureș, 1991); 
Glosele râului, poezii (Casa de editură „Mureș”, Târgu-Mureș, 1992); 
Lacrimi și flori, poezii (Casa de editură „Mureș”, Târgu-Mureș, 1992); 
Izgonirea din rai, poezii (Casa de editură „Mureș”, Târgu-Mureș, 1993);
Nostalgia golfului, interviuri și însemnări (Casa de editură „Mureș”, Târgu-Mureș, 1993);    
Îndepărtatele coline, antologie de poezie, selecția textelor de Ion Horea, cuvânt înainte de Al. Cistelecan (Editura Ardealul, colecția „Poesis”, Târgu-Mureș, 2000); 
Antologia poeților ardeleni contemporani, realizată cu I. Boldea (Editura Ardealul, Târgu-Mureș, 2003);
Giuluș – file de monografie, prefață de Ion Horea (Editura Ardealul, Târgu-Mureș, 2008, reeditare 2013); 
Golfuri și melancolii, poezii, cu o prefață de Al. Cistelecan (Editura Ardealul, Târgu-Mureș, 2011); 
Prolegomenele inimii, antologie de poezie, cuvânt înainte, notă asupra ediției și repere biobibliografice de Iulian Boldea (Editura Dacia XXI, colecția „Poeții iubirii”, Cluj-Napoca, 2011); 
Glose din râul fără sfârșit, antologie de autor (1974-2014), cronici literare, recenzii, secvențe critice, repere biobibliografice; prefață de Cornel Moraru, (Editura Ardealul, Târgu-Mureș, 2014);. 
A publicat, în ediții de mare tiraj, și patru plachete de versuri pentru copii: Cântă vara la fereastră (Editura Ion Creangă, București, 1989); Luneta de rouă, (Editura Alpha, Târgu-Mureș, 1990, ediția a II-a, Editura Ardealul, 2003, ediția a III-a, Editura Ardealul, Târgu-Mureș, 2011); Bătălia cu gâscanii (Casa de editură „Mureș”, Târgu-Mureș, 1991); Insula lui Robinson (Casa de editură „Mureș”, Târgu-Mureș, 1993).

## Premii
Încununarea activității sale consacrate filosofiei o reprezintă decernarea, în timp, a celor 3 prestigioase premii ale Academiei Române, cel mai înalt for științific al țării, astfel: 
Premiul „Vasile Conta” al Secției de filosofie a Academiei Române – pentru volumul Conceptul de spațiu mioritic în filosofia lui Lucian Blaga (2009); 
Premiul „Vasile Conta” al Secției de filosofie a Academiei Române – pentru lucrarea colectivă Lucian Blaga – filosofie și destin (2011); 
Premiul special de filosofie „Lucian Blaga” al Academiei Române – pentru studiile consacrate operei acestuia, în cadrul Festivalului Internațional „Lucian Blaga”, ediția a XXXII-a, de la Sebeș-Lancrăm (2012);
O altă recunoaștere științifică fiind Diploma de onoare acordată de Academia din Lecce – „per il prezioso e prestigioso contributo offerto con il proprio intervento nell’occasione del convegno internazionale e gli Stati Uniti d’Europa” (Lecce, Italia, 2014).
De asemenea i s-au decernat 8 premii din partea Uniunii Scriitorilor din România – Filiala Târgu-Mureș, după cum urmează: Premiul pentru eseu – pentru volumul Teoria blagiană despre matricea stilistică (2000); Premiul pentru poezie – pentru volumul Îndepărtatele coline (2001); Premiul pentru ediții îngrijite – pentru volumul Vasile Conta - Încercări de metafizică (2003); Premiul pentru antologie poetică – pentru volumul Antologia poeților ardeleni contemporani (2004); Premiul pentru publicistică – pentru volumul Dialoguri în Agora (2006); Premiul pentru eseu – pentru volumul Conceptul de spațiu mioritic în filosofia lui Lucian Blaga (2008); Premiul pentru eseu – pentru volumul Elemente de retorică și argumentare (2012); Premiul pentru eseu – Filosofie și comunicare (2013);
La începuturile sale literare a fost încurajat prin obținerea unor premii în cadrul unor festivaluri naționale, precum: Festivalul de poezie „Lucian Blaga” (Sebeș-Alba, 1984), Festivalul „Poetul și cetatea” (Pitești, 1984), Festivalul „Poesis” (Constanța, 1985) etc.;  
A mai obținut: Premiul pentru exegeză blagiană-filosofie, acordat de Societatea Culturală „Lucian Blaga” Cluj-Napoca, în cadrul Festivalului Internațional „Lucian Blaga”, ediția a XVII-a (2007); Decorația „Fibula de la Suseni” – cea mai înaltă distincție cultural-științifică a Județului Mureș, acordată de Prefectura Județului Mureș (în 2009); Titlul de cetățean de onoare al Comunei Ogra, de care aparține satul său natal, Giuluș (2008); alte premii, diplome și recunoașteri fiindu-i acordate de Prefectura și Consiliul județului Alba, de primăriile unor orașe (Târgu-Mureș, Reghin, Târnăveni) și de alte instituții publice.

## Altele
A colaborat la revistele de cultură: Vatra, România literară, Viața Românească, Luceafărul, Flacăra, Tomis, Astra, Ramuri, Orizont, Transilvania, Tribuna, Steaua, Revista de filosofie, Cercetări filosofico-psihologice, Izvoare filosofice, Târnava, Discobolul, Meridian Blaga, Caietele Lucian Blaga, Pașii Profetului ș.a.
Despre scrierile sale, de filosofie și literatură, au scris: Acad. Alexandru Surdu, Acad. Gh. Vlăduțescu, Acad. Nicolae Manolescu, Alex. Ștefănescu, Cornel Moraru, Al. Cistelecan, Aurel Sasu, Marian Popa, Valeriu Râpeanu, Constantin Cubleșan, Irina Petraș, Serafim Duicu, Virgil Podoabă, Angela Botez, Vasile Morar, Ion Horea, Ioan N. Roșca, Iulian Boldea, Aurel Pantea, Mircea Stâncel, Teodor Vidam, Zenovie Cârlugea, Ionuț Isac, Dumitru Mircea Buda, Lucian Gruia ș. a. 
Cărțile sale au fost apreciate și receptate critic în unele lucrări de mai largă sau mai „specializată” sinteză culturală, precum: Iulian Boldea – Metamorfozele textului. Orientări în literatura română de azi (Editura Ardealul, Târgu-Mureș, 1996); Iulian Boldea – Scriitori români contemporani (Editura Ardealul, Târgu-Mureș, 2002); I. Hangiu – Dicționarul presei literare românești, 1790-2000, ediția a III-a (Editura Insitutului Cultural Român, București, 2004); Angela Botez – Un secol de filosofie românească (Editura Academiei Române, București, 2005); Constantin Nicușan Micu – Reverberații. Studii și eseuri (Editura Ardealul, Târgu-Mureș, 2005); Angela Botez – Arhitectura sistemului și conceptele integrative blagiene (Editura Ardealul, Târgu-Mureș, 2006); Aurel Sasu – Dicționarul biografic al literaturii române, lit. M-Z (Editura Paralela 45, Pitești, 2006);  Constantin Cubleșan – Eminescu în comentarii critice (Editura Grinta, Cluj-Napoca, 2008); Marian Popa – Istoria literaturii române de azi pe mâine, vol II (Editura Semne, București, 2009); Gavril Moldovan – Inechinoxidabile (Editura Eikon, Cluj-Napoca, 2010); Boris Crăciun, Daniela Crăciun-Costin – Dicționarul scriitorilor români de azi (Editura Porțile Orientului, Iași, 2011); Constantin Nicușan – Notații și conotații. Eseuri de filosofie și literatură (Editura Ardealul, Târgu-Mureș, 2011); Zenovie Cârlugea – Lucian Blaga – sfârșit de secol, început de mileniu (Editura Scrisul Românesc, Craiova, 2012); Ion Brad – Cărțile prietenilor mei (Editura Anamarol, București, 2014); Irina Petraș – Scriitori ai Ardealului. Dicționar critic ilustrat (Editura Casa Cărții de Știință, Cluj-Napoca, 2014);
A participat, cu studii și comunicări științifice, la numeroase festivaluri și simpozioane, naționale și internaționale, pe teme de literatură și filosofie, între care amintim: Festivalul Internațional „Zile și nopți de literatură”, ediția a III-a, Neptun, 18-24 septembrie 2004, unde a citit versuri proprii traduse în limba franceză; Congresul Internațional de Filosofie de la Veneția (Italia), ediția a XXXIII-a, 17-21 august 2010, unde a expus, în limba franceză, în sala Auditorium a manifestării: „Comunicarea umană – ca acțiune și cunoaștere”; Simpozionul Internațional „Statele Unite ale Europei”, care a avut loc în organizarea Academiei din Lecce (Italia), în zilele de 14-16 martie 2014, unde a susținut, în limba italiană, discursul „Aspecte și personalități fondatoare ale culturii și civilizației române moderne”; Festivalul Internațional de Literatură „București, Chișinău, Orheiul Vechi”, în Republica Moldova, în zilele de 19-21 iunie 2014, unde a citit din cărțile sale de poeme și le-a vorbit studenților și corpului profesoral, în Aula Magna a Universității de Stat din Chișinău, despre câteva figuri emblematice ale literaturii și culturii române (Titu Maiorescu și fondatorii revistei Vatra: Coșbuc, Slavici, Caragiale). 
La unele simpozioane și festivaluri, naționale și internaționale (organizate în țară) a fost participant activ, moderator sau laureat; dintre aceste manifestări vom menționa: Simpozionul Național „Lucian Blaga” – confluențe și divergențe culturale în perspectivă filosofică, organizat la București, la Biblioteca Academiei Române, de Revista de filosofie, în zilele de 15-16 septembrie 2005, la sărbătorirea a 110 ani de la nașterea marelui scriitor și filosof; apoi la edițiile succesive ale manifestărilor: Festivalul Internațional „Lucian Blaga”, de la Lancrăm-Sebeș-Alba Iulia, Festivalul Internațional „Lucian Blaga”, de la Cluj-Napoca, Festivalul Național „Lucian Blaga”, de la Târgu-Mureș, Festivalul Internațional „Primăvara poeților”; Saloanele „Liviu Rebreanu” și Festivalul de Poezie „George Coșbuc” – ambele din Bistrița; Târgul de carte „Alba Transilvana”, din Alba Iulia; simpozioanele și conferințele organizate de Universitatea „Petru Maior” din Târgu-Mureș: Conferința Internațională „Integrarea Europeană între Tradiție și Modernitate” (IETM), Conferința Internațională „Comunicare, Context, Interculturalitate” (CCI), Conferința Internațională „Globalizare, Interculturalitate, Dialog, Identitate Națională” (GIDNI); Zilele Bibliotecii Municipale „Petru Maior”, din Reghin; Zilele Bibliotecii Municipale, din Târnăveni; Șezătoarea literară de la Giuluș ș.a. m. d.
1. ↑  Autoritatea BnF, accesat în 27 martie 2017